# يان هنتر
يان هنتر (بالإنجليزية: Ian Hunter)‏ (10 أغسطس 1961 - ) هو لاعب كرة قدم أسترالي في مركز الهجوم. شارك مع منتخب أستراليا تحت 20 سنة لكرة القدم ومنتخب أستراليا لكرة القدم. أما مع النوادي، فقد لعب مع ماركوني ستاليونز ونادي بلاكتاون سيتي وPenrith City SC ‏.

## وصلات خارجية
- يان هنتر على موقع الاتحاد الدولي (مؤرشف)  (الإنجليزية)
- يان هنتر على موقع ناشيونال فوتبول تيمز (الإنجليزية)